# Prieuré de Collinances
Le prieuré de Collinances était un prieuré de l'Ordre de Fontevraud situé dans le hameau de Collinances sur le territoire de la commune de Thury-en-Valois dans le département de l'Oise dans les Hauts-de-France.

## Histoire
Le prieuré fut fondé dans le vallée de la Grivette, entre 1134 et 1137, sur des terres que possédait le prieuré de Fontaines-les-Nonnes, située au nord de Meaux. L'église fut consacrée en 1164. Des religieuses de l’ordre de Fontevrault choisirent ce lieu isolé en bordure de la forêt de Retz pour s'y installer. Elles lui donnèrent le nom de Collinances (Colonantia en latin) 
Le monastère bénéficia de donations des seigneurs des environs : Adèle vicomtesse et Meaux et son fils, Hugues d'Oisy, Geoffroy, vicomte de La Ferté-sous-Jouarre, Raoul, comte de Vermandois, Philippe d'Alsace, comte de Flandre etc.. Les Dames de Collinances possédaient des terres, des fermes comme celles de de Collinances, de la Grange aux Bois, de la Clergie, de Chènevières, de Fulaines et des moulins.

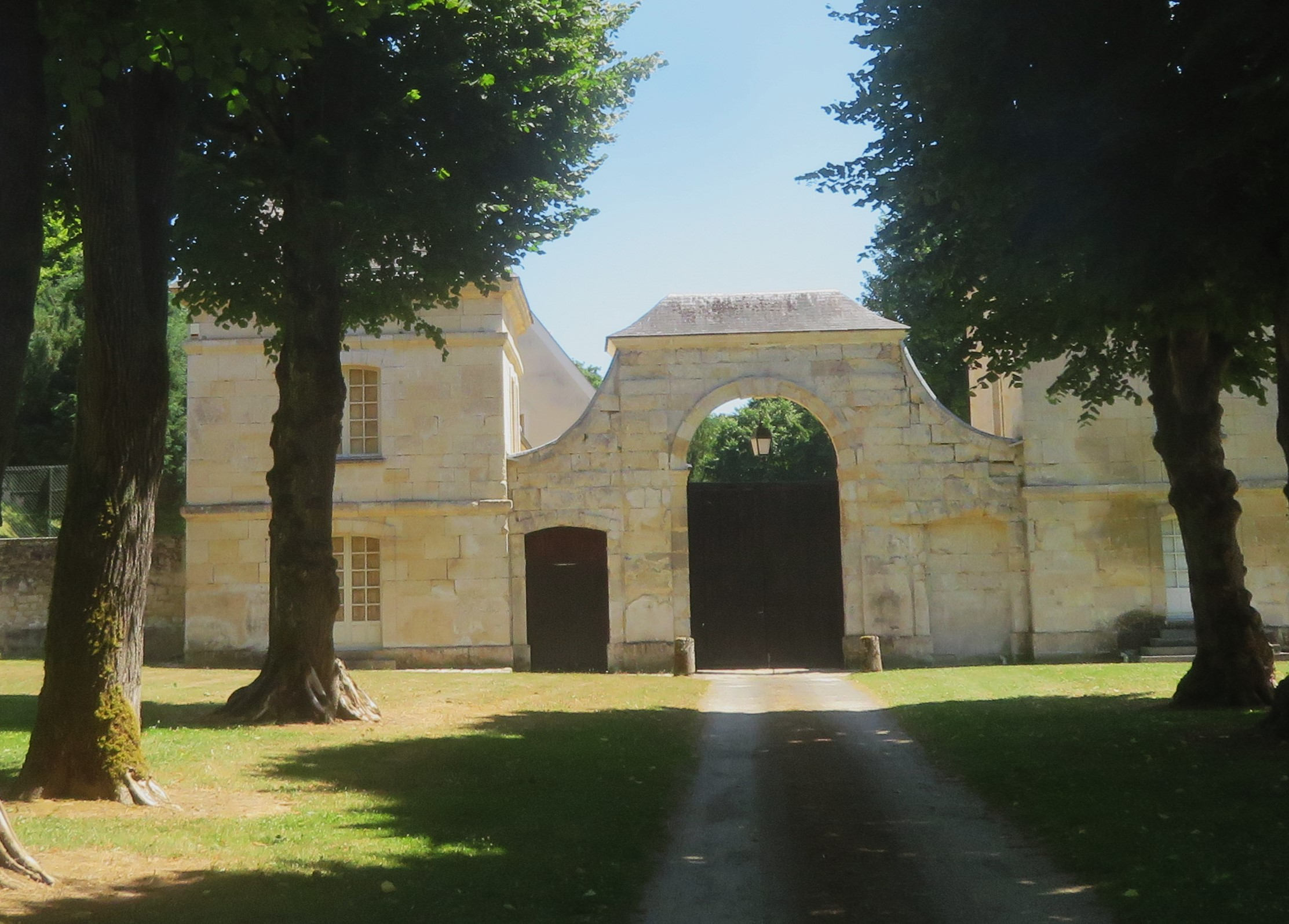
Portail et pavillons d'entrée du château de Collinances

Le monastère est fermé à la Révolution, la propriété est vendue comme bien national, les bâtiments sont pillés et détruits.
Un château y est construit en 1878. Celui-ci se dégrade faute d'entretien. Un nouveau propriétaire restaure cette demeure et met en valeur les vestiges de l'ancienne église du prieuré. 
Un panneau sur la voie verte à  à côté de l'ancienne halte de Collinances donne des informations sur cet ancien monastère.